# Pseudorhaphitoma agna
Pseudorhaphitoma agna é uma espécie de gastrópode do gênero Pseudorhaphitoma, pertencente a família Mangeliidae.